# Nati nel 1545
| Questa pagina contiene informazioni ricavate automaticamente dalle voci biografiche con l'ausilio del template Bio e di un bot. L'aggiornamento è periodico e automatico e ricostruisce completamente la pagina. Se manca una persona in questa lista, sei pregato di non aggiungerla, ma accertati piuttosto che la sua voce biografica contenga il template Bio e che i dati anagrafici siano correttamente compilati. Se il template Bio manca, inseriscilo tu stesso o, in alternativa, metti l'avviso {{tmp\|Bio}} che ne segnala la mancanza. Se i dati riportati sono sbagliati, correggi direttamente la voce biografica; le modifiche saranno visibili in questa lista entro pochi giorni. Per chiarimenti vedi il progetto biografie. La lista contiene solo le 75 persone che sono citate nell'enciclopedia e per le quali è stato implementato correttamente il template Bio. Pagina aggiornata al 2 lug 2025. |

## Gennaio(1)
- 11 gennaio - Guidobaldo Del Monte, matematico, filosofo e astronomo italiano († 1607)

## Febbraio(3)
- 2 febbraio - Nicolaus Reusner, giurista e editore tedesco († 1602)
- 3 febbraio - Blas Valera, gesuita e scrittore peruviano († 1597)
- 14 febbraio - Lucrezia di Cosimo I de' Medici, nobildonna italiana († 1561)

## Marzo(4)
- 3 marzo - Angelo Rocca, umanista, bibliotecario e vescovo cattolico italiano († 1620)
- 11 marzo - Giovanni Francesco Aldobrandini, generale e diplomatico italiano († 1601)
- 18 marzo - Julius Echter von Mespelbrunn, vescovo cattolico e politico tedesco († 1617)
- 25 marzo - Giovanni di Schleswig-Holstein-Sonderburg, principe danese († 1622)

## Aprile(4)
- 7 aprile - Giovanni Francesco Biandrate di San Giorgio Aldobrandini, cardinale, vescovo cattolico e giurista italiano († 1605)
- 15 aprile - Carlo II di Münsterberg-Oels, nobile boemo († 1617)
- 20 aprile - Mary Grey, nobildonna inglese († 1578)
- 28 aprile - Yi Sun-sin, ammiraglio coreano († 1598)

## Maggio(4)
- 1º maggio - François du Jon, teologo olandese († 1602)
- 10 maggio - Matteo Zane, politico, diplomatico e patriarca cattolico italiano († 1605)
- 21 maggio - Girolamo Pamphili, cardinale italiano († 1610)
- 24 maggio - Dorotea di Lorena, duchessa francese († 1621)

## Giugno(2)
- 6 giugno - Jerónimo Gracián, religioso spagnolo († 1614)
- 19 giugno - Anna Vasa, principessa svedese († 1610)

## Luglio(1)
- 8 luglio - Don Carlos, principe spagnolo († 1568)

## Agosto(2)
- 24 agosto - Ciriaco Mattei, nobile e collezionista d'arte italiano († 1614)
- 27 agosto - Alessandro Farnese, generale, politico e nobile italiano († 1592)

## Settembre(3)
- 7 settembre - Eitel Federico IV di Hohenzollern, conte († 1605)
- 12 settembre - Lorenzo Bianchetti, cardinale italiano († 1612)
- 20 settembre - Yamanaka Yukimori, militare giapponese († 1578)

## Ottobre(1)
- 19 ottobre - Giovanni Giovenale Ancina, vescovo cattolico e compositore italiano († 1604)

## Novembre(1)
- 2 novembre - Ernesto Ludovico di Pomerania, duca tedesco († 1592)

## Dicembre(3)
- 7 dicembre - Enrico Stuart, Lord Darnley, re britannico († 1567)
- 15 dicembre - Giovanni Dolfin, politico e cardinale italiano († 1622)
- 16 dicembre - Johann Eustach von Westernach, tedesco († 1627)

## Senza giorno specificato(46)
- David Aichler, abate tedesco († 1596)
- Attilio Amalteo, arcivescovo cattolico e diplomatico italiano († 1633)
- Giovanni Lorenzo d'Anania, geografo e teologo italiano († 1609)
- Azai Nagamasa, militare giapponese († 1573)
- Rinaldo Bonanno, scultore e architetto italiano († 1600)
- Heinrich Bünting, teologo e cartografo tedesco († 1606)
- Giuseppe Caimo, compositore e organista italiano († 1584)
- Sebastiano Cattaneo, vescovo cattolico e scrittore italiano († 1609)
- Ilario Cortesi, vescovo cattolico italiano († 1608)
- Pietro De Franchi Sacco, doge († 1611)
- Valborg Eriksdotter, svedese († 1580)
- Francesco da Urbino, pittore italiano († 1582)
- Simone Gatto, compositore e direttore d'orchestra italiano († 1595)
- John Gerard, botanico inglese († 1612)
- Orazio Gonzaga, nobile italiano († 1587)
- Giuseppe Graffigna, corsaro italiano
- Charles Grey, VII conte di Kent, nobile inglese († 1623)
- Hōjō Ujinori, militare giapponese († 1600)
- Ismihan Sultan, principessa ottomana († 1585)
- Tommaso Knyvet, I barone Knyvet, nobile britannico († 1622)
- John Lamb, astrologo inglese († 1628)
- Carlo Lambardi, architetto italiano († 1619)
- Francesco Liparuli, vescovo cattolico e giurista italiano († 1608)
- Luzzasco Luzzaschi, organista e compositore italiano († 1607)
- Ulisse Martinengo, nobile italiano († 1570)
- Mashita Nagamori, militare giapponese († 1615)
- Juan Bautista Monegro, scultore e architetto spagnolo († 1621)
- William Morgan, vescovo anglicano gallese († 1604)
- Morosina Morosini († 1614)
- Johann Caspar Neubeck, vescovo cattolico austriaco († 1594)
- Virgilio Nucci, pittore italiano († 1621)
- Elena Orsini, religiosa italiana († 1574)
- Oyamada Nobushige, militare giapponese († 1582)
- Domenico Paganelli, architetto e monaco cristiano italiano († 1624)
- Gonzalo Piña Lidueña, condottiero spagnolo († 1600)
- Frans Pourbus il Vecchio, pittore fiammingo († 1581)
- Rokkaku Yoshiharu, militare giapponese († 1612)
- Giovanni Ruiz de Villoslada, vescovo cattolico italiano († 1607)
- Gaspare Tagliacozzi, chirurgo e anatomista italiano († 1599)
- Orazio Torsellino, storico e letterato italiano († 1599)
- Túpac Amaru, imperatore inca († 1572)
- Marco Vecellio, pittore italiano († 1611)
- Philip Vinckeboons, pittore fiammingo († 1601)
- Juan de Zapata y Sandoval, vescovo cattolico spagnolo († 1630)
- Ōkubo Nagayasu, militare giapponese († 1613)
- Ōuchi Sadatsuna, militare giapponese († 1610)